# That's Him
That's Him é um filme mudo em curta-metragem norte-americano de 1918, do gênero comédia, dirigido por Gilbert Pratt e estrelado por Harold Lloyd. É presumidamente um filme perdido.

## Elenco

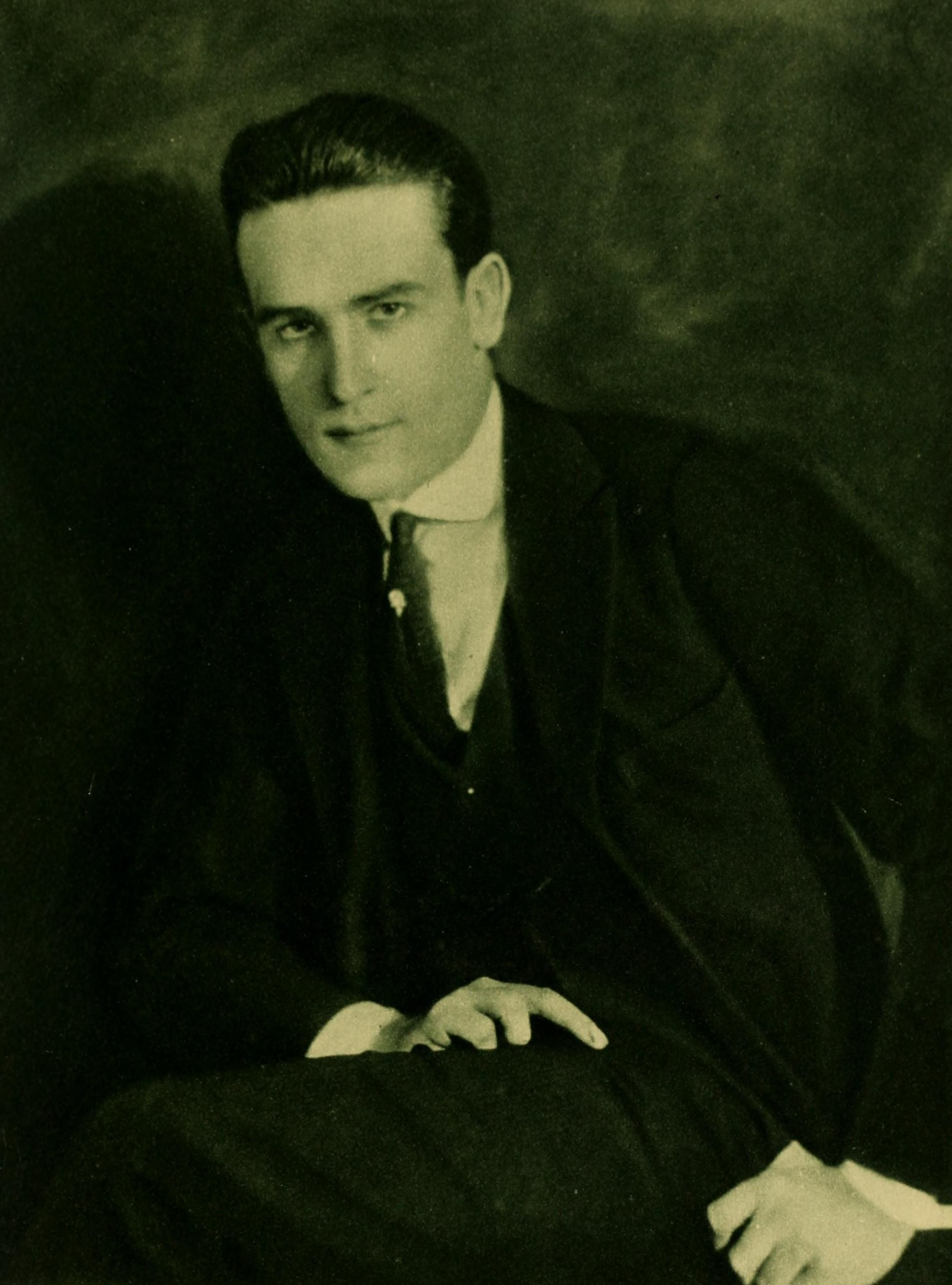
Harold Lloyd

- Harold Lloyd
- Snub Pollard
- Bebe Daniels
- Lige Conley - (como Lige Cromley)
- William Gillespie
- Helen Gilmore
- Lew Harvey
- Gus Leonard
- Marie Mosquini
- James Parrott
- Charles Stevenson